# Arlette Soudan-Nonault
Arlette Soudan-Nonault est une journaliste et femme politique congolaise. Elle est ministre de l'Environnement, du Développement Durable et du Bassin du Congo depuis le 15 mai 2021.

## Biographie

### Naissance et formation
Née Arlette Nonault, elle est la fille du sénateur et diplomate Jean-Pierre Nonault. Elle fit ses études à Moscou et à Paris, où son père était ambassadeur.
Durant les années 1980 et 1990, elle exerce le métier de journaliste. Elle présente notamment le journal de Radio Congo, et produit des émissions telles que Les stratèges du Look (1989-1992) et Clin d'œil d’Arlette Soudan-Nonault. De 1992 à 1997, elle occupe le poste d'attachée de presse à la présidence de la République. Plus tard, elle crée son propre cabinet-conseil en communication,.
À partir de 2005, elle décide de fonder une école privée afin de pallier le manque d'« infrastructures pédagogiques d’excellence » en République du Congo. L'Institution Saint-François d'Assise (Isfa), regroupant des classes allant de la primaire au lycée, est donc créée en septembre 2009 à Brazzaville (Makabandilou),.

### Parcours politique
Membre du bureau politique du Parti congolais du travail (PCT), elle est nommée au poste de ministre du Tourisme et des Loisirs dans le gouvernement de Clément Mouamba le 30 avril 2016. Dans le cadre de la « Marche vers le développement » instauré par le gouvernement, Arlette Soudan-Nonault a pour objectif de « vendre la destination Congo » et de faire en sorte que le secteur touristique « apporte une part significative au Produit intérieur brut (PIB) congolais à l’horizon 2021 ». Lors du remaniement du 22 août 2017, elle est reconduite à son poste dans le gouvernement Mouamba II, auquel est désormais intégré l'Environnement,, au détriment de Rosalie Matondo, ministre de l'Économie forestière, qui s'occupait jusqu'ici de ce domaine.
À l'occasion de la réélection du Président Denis Sassou Nguesso en mars 2021, et à la suite de la nomination d'Anatole Collinet Makosso comme nouveau Premier Ministre,  Arlette Soudan-Nonault s'est vue retirée le portefeuille du Tourisme, revenu à Destinée Hermella Douckaga[réf. nécessaire], et confiée celui du Développement durable et du Bassin du Congo. Le 15 mai 2021, elle devient ainsi Ministre de l'Environnement, du Développement Durable et du Bassin du Congo. 

## Vie privée
Arlette Soudan-Nonault est l'épouse du journaliste français François Soudan, directeur de la rédaction du magazine Jeune Afrique. Elle est également une parente éloignée (« nièce ») du président Denis Sassou-Nguesso.

## Décorations
- Chevalier de l'ordre du Mérite congolais (2010)[1]

## Publication
- Radio Congo : chroniques équatoriales, Nantes, éditions Amalthée, 2016, 196 p. (ISBN 978-2-310-02352-8)